# Sit cellablanc
El sit cellablanc (Spizella passerina) és una espècie d'ocell passeriforme de la família dels passerèl·lids. És una espècie del Nou Món, parcialment migratòria, que es distribueix a Amèrica del Nord i Central.

## Descripció
Els adults són grisos per sota i d'un color taronja rovell per sobre. Els adults en època de reproducció tenen el pili vermellós, un supercili gairebé blanc i una línia transocular negra (que passa per l'ull). La resta de l'any estan menys marcats, amb un pili marró, una cella fosca i una línia d'ulls fosca.
El jove sit cellablanc té unes vetes prominents a la part de sota. Igual que els adults no reproductors, mostren una línia d'ulls fosca, que s'estén tant per davant com per darrere de l'ull. El pili marronós i la cella fosca són variables però generalment fosques en els joves.
Mesura entre 12-15 cm, pesa 11-17 g i l'amplada alar es de 21 cm.

## Taxonomia
El sit cellablanc varia en la seva extensa distribució nord-americana. Hi ha una variació geogràfica menor en l'aparença i hi ha una variació geogràfica important en el comportament. Els ornitòlegs solen dividir el sit cellablanc en dos grans grups: el sit cellablanc oriental i el sit cellablanc occidental. Tanmateix, hi ha una variació addicional de plomatge i comportament dins del grup occidental.
El sit cellablanc forma part de la família Passerellidae i no està estretament relacionat amb els pardals del Vell Món de la família Passeridae.
Es reconeixen cinc subespècies:
- S. p. arizonae (Coues, 1872) - des d'Alaska fins al nord-oest de Mèxic.
- S. p. atremaea (Moore, 1937) - oest de Mèxic.
- S. p. mexicana (Nelson, 1899) - centre i sud de Mèxic i nord-oest de Guatemala.
- S. p. passerina (Bechstein, 1798) - sud-est de Canada al centre i est d'USA.
- S. p. pinetorum (Salvin, 1863) - nord-est de Guatemala i Belize al nord-est de Nicaragua.

## Cria
Els sits cellablanc comencen a arribar als llocs de cria des del març (a les zones més meridionals, com Texas) fins a mitjans de maig (al sud d'Alberta i al nord d'Ontario). La femella arriba entre una o dues setmanes després i el mascle comença a cantar poc després per trobar i cortejar una parella. Després de la formació de la parella, comença la nidificació (en un termini d'unes dues setmanes després de l'arribada de la femella). En general, l'època de reproducció és de març a aproximadament agost.
El sit cellablanc es reprodueix en clarianes de bosc oberts i herbosos i camps d'herba arbustiva. El niu es troba normalment sobre terra, però per sota de 6 metres d'alçada i aproximadament 1 metre de mitjana en un arbre (normalment una conífera, especialment aquelles que són joves, baixes i gruixudes) o mata. El niu en si és construït per la femella en uns quatre dies. Consisteix en una plataforma solta d'herba i arrels i una tassa interior oberta de fibra vegetal i pèl d'animals.
El sit cellablanc pon en una niuada de dos a set ous de color blau pàl·lid a blanc amb marques negres, marrons o morades. Fan uns 17 per 12 mil·límetres i incubats per la femella durant 10 a 15 dies. Sovint, el sit cellablanc pateix el parasitisme de posta per part del vaquer capbrú i normalment aquest fet provoca que el niu sigui abandonat.

## Alimentació

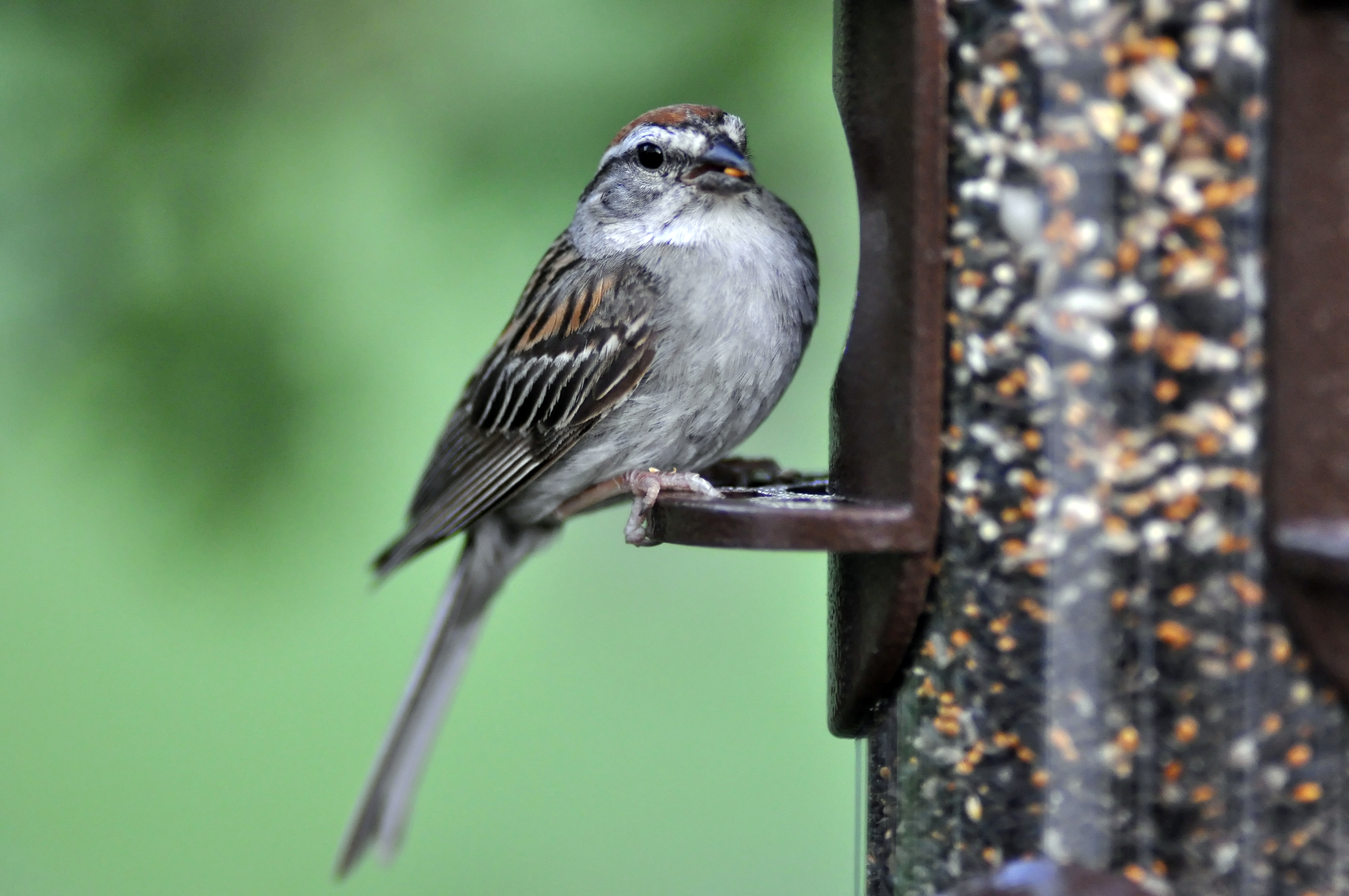
Sit cellablanc en una menjadora.

El sit cellablanc s'alimenta de llavors durant tot l'any, encara que els insectes formen la major part de la dieta durant l'època de reproducció. De vegades també s'alimenten d'aranyes. Les llavors de xicoia són importants durant la primavera així com les de fajol bord, morró de canari, blet blanc i les de les espècies Melilotus, Civada i altres.
Al llarg de l'any, s'alimenten a terra en zones cobertes, sovint prop de les vores dels camps. No defugen alimentar-se de menjadores per a ocells.